# Den lille Pige med Svovlstikkerne
Den lille Pige med Svovlstikkerne er en historie af den danske forfatter H.C. Andersen. Den handler om et døende barns drømme og håb. Den blev trykt første gang i 1845. Historien er brugt til bl.a. animerede film og musicals.

## Handling
En kold nytårsaften prøver en fattig pige at sælge svovlstikker på gaden. Hun fryser så frygteligt, men hun er bange for at gå hjem uden at have solgt nogen, fordi hendes far så vil slå hende. Hun finder en krog og tænder en af svovlstikkerne for at holde varmen. I gløderne fra svovlstikken ser hun drømmesyn som et smukt pyntet juletræ og en overdådig festmiddag. Mens pigen varmer sig ved svovlstikkerne, ser hun et stjerneskud og husker på sin døde bedstemor, der sagde, at et stjerneskud betød, at et menneske var død og faret til himmels. Mens pigen tænder den næste svovlstik, ser hun sin bedstemor i et syn. Hun er den eneste, der har behandlet hende med kærlighed. Hun tænder endnu en svovlstik for at beholde synet af bedstemoren så længe som muligt. Barnet dør, og bedstemoren bærer hendes sjæl med ind i himlen. Nytårsmorgen finder forbipasserende det døde barn på gaden.

## Inspiration
En inspirationskilde til historien kunne være et træsnit efter den populære danske maler Johan Thomas Lundbye i en kalender fra 1843, der forestiller et fattigt barn, der sælger svovlstikker: Forskellige illustrationer blev sendt til Andersen af redaktøren af almanakken, der bad ham skrive historier til illustrationerne.
En anden inspirationskilde kan være det kendte eventyr Stjernedalerne, der var indsamlet af Brødrene Grimm. Eventyret handler om en ung pige, der giver alt, hun ejer, til nødstedte mennesker og ender med intet andet end sin kærlighed til Gud. Grimms historie varierer, men ender med, at pigen modtager guddommelige gaver (penge der falder fra stjernerne) til gengæld for hendes godhed.
H C Andersen var ven med Charles Dickens, der er nævnt som inspirator. Dickens Et Juleeventyr udkom i 1843, og blev en stor succes.
Endnu en inspirationskilde kunne være Andersens tur til Bratislava (Pressburg) i 1841, hvor han var vidne til, at byen Devin brændte ned, og hvordan kvinder ledte efter deres forsvundne børn.
Endelig ses H.C. Andersens mor, Anne Marie Andersdatters, barndom som inspirationskilde. H.C. Andersen skriver i sine erindringer Mit Livs Eventyr:
— hun var som Lille jaget ud af sine Forældre for at betle, og da hun ikke kunde det, havde hun en heel Dag siddet og grædt under en Bro ved Odense Aa; min Barne-Tanke saae det saa tydeligt og jeg græd derover; …
H.C. Andersen uddybede historien til sin ven Nicolai Bøgh.
Moren skulle have sagt til sin digtersøn: 
Jeg har aldrig kunnet bede Nogen om Noget. Da jeg sad der under Broen var jeg saa sulten; jeg dyppede da min Finger i Vandet og tog nogle Draaber paa Tungen, fordi jeg troede, det skulde hjælpe. Endelig faldt jeg i Søvn og sov til om Aftenen. Saa gik jeg hjem, og, da min Moder hørte, jeg Ingenting bragte med, skændte hun meget paa mig, og sagde, jeg var en doven Tøs…

## Udgivelse
"Den lille Pige med Svovlstikkerne" udkom første gang i december 1845 i Dansk Folkekalender for 1846. Den blev genudgivet d. 4. marts  1848 som en del af samlingen Nye Eventyr. Andet Bind. Anden Samling og igen 18. december 1849 som en  af Eventyr. Historien var også udgivet d. 30. marts 1863 som en del af Eventyr og Historier. Andet Bind .

## Adaptationer

### Film
- Historien dannede forlæg for den britiske stumfilm fra 1902, Den lille Pige med Svovlstikkerne.
- I 1928 blev filmen "La Petite Marchande d'Allumettes" ("Den lille pige med svovlstikkerne") af Jean Renoir udgivet (40 minutters stumfilm).
- 1937 adapterede "Charles Mintz Studio" "Den lille pige med svovlstikkerne" med en uhyggelig slutning til en af Color Rhapsodies animerede kortfilm. Den blev set som en af studiets bedste film. Den blev nomineret til  1937's Oscar-uddeling i kategorien "Bedste kortfilm (Tegnefilm)", men tabte til Disneys The Old Mill.
- I 1971 udgav filmstudiet "Toei Animation" en animeret film baseret på Andersens historier, med titlen "Hans Christian Andersen no Sekai" ("The World of Hans Christian Andersen").
- I 2003 var "Den lille pige med svovlstikkerne" lavet til en animeret kortfilm af Junho Chung for Fine Cut: KCET's Festival of Student Film.
- I 2005 blev en adaptation af "Den lille pige med svovlstikkerne" udgivet af ADV Films i Hello Kitty Animation Theater Vol. 3
- I 2006 færdigjorde Walt Disney Feature Animation produktionen af en ny adaptation of "Den lille Pige med Svovlstikkerne". Kortfilmen var oprindeligt tænkt, som en del af en Fantasia-film, men dette projekt blev afblæst. Den lille Pige med Svovlstikkerne er den sidste af fire kortfilm, der blev aflyst, der skulle være blevet til selvstændige film. Den var udgivet som en bonus på DVD Platin Udgaven fra 2006 af Den lille Havfrue.
- I den animerede serie fra 2005 Snedronningen baseret på andre H.C. Andersen-eventyr, var der et afsnit med titlen "Den lille pige med svovlstikkerne".

### Musik
- I 1897 skrev den danske komponist August Enna en opera med titlen Den lille Pige med Svovlstikkerne.
- I 1994 udgav Frederik Magle albummet "Sangen Er Et Eventyr" med sange over H.C. Andersens eventyr sammen med Thomas Eje, Niels Henning Ørsted Pedersen, Trio Rococo m.fl. "Den lille pige med Svovlstikkerne" er en af sangene. .[5]
- I 2006, udgav det engelske band The Tiger Lillies og en stryge-trio albummet "The Little Match Girl" baseret på historien.
- David Lang komponerede sin The Little Match Girl Passion i 2007, sammen med to sopraner, tenor og en bas-baryton. Arbejdet gav Lang en Pulitzer Prize i kategorien "Musik" i 2008. Optaget af Theatre of Voices og Paul Hillier for Harmonia Mundi USA.
- Den tyske avant-garde komponist Helmut Lachenmann havde skrevet en opera baseret på historien med titlen Das Mädchen mit den Schwefelhölzern.
- I 1995 var sangen "Das Mädchen mit den Schwefelhölzern" med på den tyske sanger Meret Beckers album "Noctambule".
- I 2001 udgav guitaristen Loren Mazzacane Connors albummet The Little Match Girl baseret på historien.
- I 2001 skrev det ungarske band Tormentor sangen "The Little Match Girl" med tekst, der var baseret på historien.
- I 2002 udgav GrooveLily "Striking 12", off-Broadway-musicalen baseret på "Den lille Pige med Svovlstikkerne".
- Den taiwanske popkunstner Xiong Tian Ping optrådte med sangen 'Match Heaven' (火柴天堂) på sit debutalbum.
- Det finske symphonic metal band Nightwish udgav et album med titlen "Wishmaster". Sangen "Bare Grace Misery" indeholder linjen "A Little Match Girl freezing in the snow." ("Den lille pige med svovlstikkerne fryser i sneen").
- I 2005, lavede Erasure en musikvideo til deres sang "Breathe", baseret på en moderne adaptation af historien.
- Som beskrevet af instruktøren Rob O'Connor består kunstarbejdet på albummet A Winter Symphony af Sarah Brightman af en model, der portrætterer en "eksotisk, smuk... voksen version den lille pige med svovlstikkerne."
- I 2002 udgav Moppi Productions demoen "Halla", som var stærkt påvirket af "Den lille pige med svovlstikkerne".
- I 2007 udgav den japanske popgruppe AKB48 sangen 'Tear-Seller Girl' (Namida uri no shoujo, 涙売りの少女), temaet refererer til Den lille Pige med Svovlstikkerne).
- I 1984 indspillede det grønlandske band Naneruaq sangenIkitsisaarniannguaq, som refererer til Den Lille Pige med Svovlstikkerne, og udgav sangen i 1985.

### Fjernsyn
- I 1974 blev en a tilpasser???? version sendt i Cincinnati, juleaften på WLWT. Den niårige Sarah Jessica Parker medvirkede i hovedrollen. Denne specielle juleudsendelse blev sidste gange sendt på Family Channel i december 1982.
- I 1987 udgav britisk fjernsyn "The Little Match Girl", en musical baseret på den oprindelige historie. Castet inkluderede Twiggy og Roger Daltrey. Musicalen inkluderede sangen "Mistletoe and Wine", som et år senere, blev et julehit  for Cliff Richard [6][7].
- I en moderniseret 1987-version, blev "The Little Match Girl" vist på amerikansk fjernsyn. Cast inkluderede Keshia Knight Pulliam og William Daniels.

- I den første episode af Gilmore Girls, før de kommer hen til bedstemorens hus, siger Rory til Lorelai "So, do we go in or do we just stand here re-enacting The little match girl?" ("Nå, går vi ind eller skal vi bare stå her og genopføre "Den lille pige med svovlstikkerne"?).

## References
1. ↑  Tatar, Maria (2008). The Annotated Hans Chrisitian Andersen. W.W. Norton. ISBN 9780393060812.
2. ↑  Bratislava Tourist Service – Bratislava – Celebrities
3. ↑  H.C. Andersen (1996). Mit livs eventyr. Gyldendal. ISBN 87-00-24708-1. Kapitel 1, side 28.
4. ↑  "Hans Christian Andersen: The Little Match Girl". Hans Christian Andersen Center. Arkiveret fra originalen 8. juni 2011. Hentet 15. marts 2011.
5. ↑  "Sangen er et eventyr". magle.dk. Arkiveret fra originalen 7. juli 2012. Hentet 2012-07-06.
6. ↑  Nick Smurthwaite (21. marts 2005). "Million pound notes - Keith Strachan". The Stage. Arkiveret fra originalen 12. juni 2011. Hentet 2010-03-23.
7. ↑  "INTERVIEW: West End director Keith Strachan takes Dancing In The Streets on tour". This is London. 20. oktober 2009. Arkiveret fra originalen 4. juni 2011. Hentet 2010-03-23.
8. ↑  VanderWerff, Todd (2009-11-19). "Matchless: A Christmas Story". AV Club. Arkiveret fra originalen 5. juni 2011. Hentet 2009-11-23.
9. ↑  McGonagall, William. "The Little Match Girl." Arkiveret 6. marts 2011 hos  Wayback Machine Poetry Foundation.2010. Web. 26 February 2010.